# Campionati europei di atletica leggera 1946 - 100 metri piani maschili
I 100 metri piani maschili ai campionati europei di atletica leggera 1946 si sono svolti il 23 agosto 1946.

## Podio
| Oro     | Jack Archer Gran Bretagna |
| Argento | Haakon Tranberg Norvegia  |
| Bronzo  | Carlo Monti Italia        |

## Risultati

### 1º turno
Passano alle semifinali i primi tre atleti di ogni batteria (Q).

#### Batteria 1
| Posizione | Nome                  | Nazionalità | Tempo | Note |
| --------- | --------------------- | ----------- | ----- | ---- |
| 1         | Finnbjörn Þorvaldsson | Islanda     | 10"8  | Q    |
| 2         | Carlo Monti           | Italia      | 10"9  | Q    |
| 3         | Jan Lammers           | Paesi Bassi | 10"9  | Q    |
| 4         | Józef Rutkowski       | Polonia     | 11"0  |      |
| 5         | Fernand Bourgaux      | Belgio      | 11"2  |      |

#### Batteria 2
| Posizione | Nome            | Nazionalità    | Tempo | Note |
| --------- | --------------- | -------------- | ----- | ---- |
| 1         | Stig Håkansson  | Svezia         | 10"8  | Q    |
| 2         | Giusto Cattoni  | Italia         | 11"0  | Q    |
| 3         | Jiří David      | Cecoslovacchia | 11"1  | Q    |
| 4         | Kalevi Huttunen | Finlandia      | 11"2  |      |
|           | Marko Račič     | Jugoslavia     | dq    |      |

#### Batteria 3
| Posizione | Nome            | Nazionalità   | Tempo | Note |
| --------- | --------------- | ------------- | ----- | ---- |
| 1         | Pol Braekman    | Belgio        | 10"7  | Q    |
| 2         | Stig Danielsson | Svezia        | 10"8  | Q    |
| 3         | Jo Zwaan        | Paesi Bassi   | 10"9  | Q    |
| 4         | Bert Liffen     | Gran Bretagna | 10"9  |      |
| 5         | Marijan Slanac  | Jugoslavia    | 11"0  |      |

#### Batteria 4
| Posizione | Nome           | Nazionalità    | Tempo | Note |
| --------- | -------------- | -------------- | ----- | ---- |
| 1         | Jack Archer    | Gran Bretagna  | 10"6  | Q    |
| 2         | Étienne Bally  | Francia        | 10"8  | Q    |
| 3         | Mirko Paráček  | Cecoslovacchia | 10"9  | Q    |
| 4         | Arne Thisted   | Danimarca      | 11"0  |      |
| 5         | Kjell Mangseth | Norvegia       | 11"2  |      |

#### Batteria 5
| Posizione | Nome              | Nazionalità      | Tempo | Note |
| --------- | ----------------- | ---------------- | ----- | ---- |
| 1         | Haakon Tranberg   | Norvegia         | 10"8  | Q    |
| 2         | Nikolay Karakulov | Unione Sovietica | 10"8  | Q    |
| 3         | René Valmy        | Francia          | 10"9  | Q    |
| 4         | Tage Egemose      | Danimarca        | 11"0  |      |

### Semifinali
Passano alle semifinali i primi due atleti di ogni batteria (Q).

#### Semifinale 1
| Posizione | Nome              | Nazionalità      | Tempo | Note |
| --------- | ----------------- | ---------------- | ----- | ---- |
| 1         | Jack Archer       | Gran Bretagna    | 10"6  | Q    |
| 2         | Stig Håkansson    | Svezia           | 10"7  | Q    |
| 3         | Nikolay Karakulov | Unione Sovietica | 10"7  |      |
| 4         | Jan Lammers       | Paesi Bassi      | 10"8  |      |
| 5         | Giusto Cattoni    | Italia           | 11"0  |      |

#### Semifinale 2
| Posizione | Nome          | Nazionalità    | Tempo | Note |
| --------- | ------------- | -------------- | ----- | ---- |
| 1         | Étienne Bally | Francia        | 10"6  | Q    |
| 2         | Carlo Monti   | Italia         | 10"7  | Q    |
| 3         | Pol Braekman  | Belgio         | 10"8  |      |
| 4         | Jiří David    | Cecoslovacchia | 10"9  |      |
| 5         | Jo Zwaan      | Paesi Bassi    | 10"9  |      |

#### Semifinale 3
| Posizione | Nome                  | Nazionalità    | Tempo | Note |
| --------- | --------------------- | -------------- | ----- | ---- |
| 1         | Haakon Tranberg       | Norvegia       | 10"7  | Q    |
| 2         | Finnbjörn Þorvaldsson | Islanda        | 10"8  | Q    |
| 3         | René Valmy            | Francia        | 10"8  |      |
| 4         | Stig Danielsson       | Svezia         | 10"9  |      |
| 5         | Mirko Paráček         | Cecoslovacchia | 11"0  |      |

### Finale
| Pos.    | Nome                  | Nazionalità   | Tempo | Note |
| ------- | --------------------- | ------------- | ----- | ---- |
| Oro     | Jack Archer           | Gran Bretagna | 10"6  |      |
| Argento | Haakon Tranberg       | Norvegia      | 10"7  |      |
| Bronzo  | Carlo Monti           | Italia        | 10"8  |      |
| 4       | Étienne Bally         | Francia       | 10"8  |      |
| 5       | Stig Håkansson        | Svezia        | 10"8  |      |
| 6       | Finnbjörn Þorvaldsson | Islanda       | 10"9  |      |